# Praia da Guarita
Praia da Guarita é uma praia brasileira do estado do Rio Grande do Sul.
É um dos balneários que compõem os 23 quilômetros de orla marítima de Torres, município que faz divisa com Santa Catarina e que tem como vias de acesso a BR-101 (para quem vem do norte ou do sul) e a RS-389, esta última conhecida como Estrada do Mar (para quem vem do sul).
Comparando-se distâncias deste balneário com as capitais mais próximas e tomando-se como ponto de partida o centro de Torres, a distância é de 197 quilômetros de Porto Alegre e 280 quilômetros de Florianópolis.
A praia da Guarita se localiza entre falésias (as torres, que dão nome à cidade), tendo ao norte o Morro das Furnas e ao sul o Morro da Guarita, com um pináculo isolado ao centro. Integra a área de proteção ambiental do Parque da Guarita.

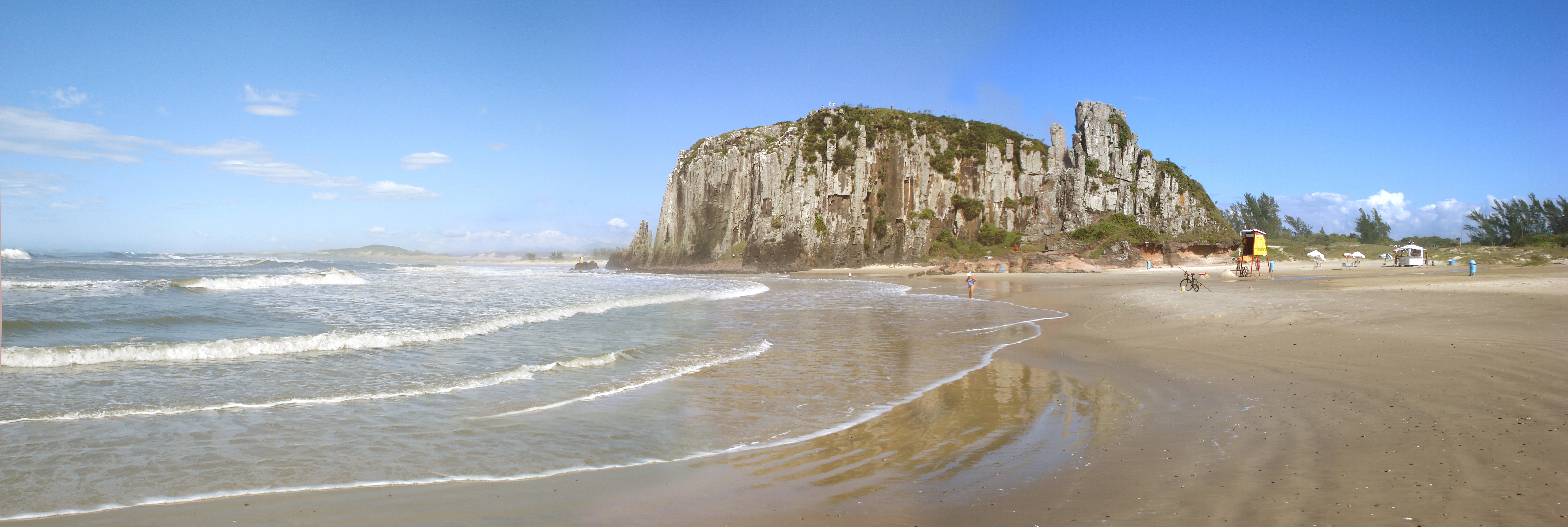
A praia da Guarita com suas falésias (duas das torres que dão nome à cidade) à direita